# 堀吉重
堀 吉重（ほり よししげ）は、戦国時代から安土桃山時代にかけての武将。朝倉氏の家臣。通称は平右衛門尉。

## 略歴
朝倉義景に仕え、義景の嫡子、朝倉阿君丸の傅役を務めた。
永禄4年（1561年）、義景が上杉謙信による川中島への出兵に呼応し、坂井郡棗庄大窪ノ浜（三里浜）で催した犬追物に吉重も兵を率いて参加し、同5年（1562年）、義景が大覚寺義俊を饗応した曲水の宴で歌を詠んでいる。
また、永禄11年（1568年）、足利義昭が朝倉館に訪問した際には一乗谷のクリカラ谷で辻固の警護を務めた。
しかし同年6月、阿君丸が毒殺された乳母の乳を飲んだことで急死した際、吉重は悲しみのあまり髪を切って寺に入り、遁世した。
元亀元年（1570年）11月26日、志賀の陣で戦死したとされるが、前述のとおり吉重は出家しているため、戦死したのは吉重の息子であるともされる。